# Walther Vogel
Walther Vogel (* 19. Dezember 1880 in Chemnitz; † 22. Mai 1938 in Berlin) war ein deutscher Historiker und Hochschullehrer.

## Leben
Nach einem Studium in München, Berlin und Heidelberg promovierte er in Berlin 1906 über Die Normannen und das fränkische Reich. Als Assistent arbeitete er von 1907 bis 1910 am Institut für Meereskunde in Berlin. Danach wurde er Dozent für Geschichte in Berlin. 1914 habilitierte er sich. Den ersten Band seines Buches Geschichte der deutschen Seefahrt veröffentlichte er 1915. Im Auftrag des Kriegspresseamtes beim Großen Generalstab des kaiserlichen Heeres arbeitete er 1917 an der Publikation "Die Befreiung Siebenbürgens", die im Folgejahr als Band 33 in der Reihe "Der große Krieg in Einzeldarstellungen" erschien. Während dieser Zeit trug er den Dienstgrad Soldat.
Von 1917 bis 1920 war er außerordentlicher, ab 1921 ordentlicher Professor für Staatenkunde und Historische Geographie an der Friedrich-Wilhelms-Universität in Berlin. Bis zu seinem Tod arbeitete er am Historischen Atlas von Deutschland. Ab 1921 war Vogel Schriftleiter der Hanseatischen Geschichtsblätter. 
Vogel war Mitglied der DNVP. 1933 gehörte er zu den Gründern der Paul-Ernst-Gesellschaft, die das Ansehen des 1933 gestorbenen NS-nahen Dichters förderte. Vogel hielt das Zeitalter souveräner Nationalstaaten für vorbei; autonome „Volkskörper“ würden sie alsbald ersetzen. Eine Diktatur Europas, die „westeuropäisch-amerikanisch“ oder „halbasiatisch“ sei, lehnte er ab und stellte sich ein „religiöses, wohl nationalgegliedertes, aber zugleich föderalistisches“ Europa mit weniger „Zivilisation“ und mehr „innerer Gesittung“ vor. Die Veröffentlichung, „Das neue Europa und seine historisch-geographischen Grundlagen“ von 1925 erschien 1953 in der SBZ auf der Liste der auszusondernden Literatur.

## Mitgliedschaften (Auswahl)
- Paul-Ernst-Gesellschaft

## Schriften
- (mit Günter Schmölders): Wirtschaft und Raum. Hanseatische Verlagsanstalt, Hamburg 1937.
- Das neue Europa und seine historisch-geographischen Grundlagen, Schroeder, Bonn/Leipzig 1925.
- Die Hansestädte und die Kontinentalsperre, Duncker u. Humblot, München/Leipzig 1916.
- Kurze Geschichte der Deutschen Hanse, Duncker u. Humblot, München/Leipzig 1915.
- Geschichte der deutschen Seeschiffahrt. Bd. 1: Von der Urzeit bis zum Ende des 15. Jahrhunderts, Reimer, Berlin 1915.
- Die Normannen und das fränkische Reich bis zur Gründung der Normandie (799–911), Winter, Heidelberg 1906.